# لیندنشید
لیندنشید (به آلمانی: Lindenschied) یک شهر در آلمان است که در راین-هونسروک واقع شده‌است. لیندنشید ۱۹۶ نفر جمعیت دارد.